# Alexandru Vlad (fotbalist)
Alexandru Vlad (n. 6 decembrie 1989, Sighetu Marmației, Maramureș, România) este un fotbalist român liber de contract, care joacă pe post de fundaș.

## Cariera
Alexandru Vlad și-a început cariera la Internațional Curtea de Argeș în 2008, pentru care a jucat 21 de meciuri și a marcat 7 goluri în Liga a II-a, după care s-a transferat la o altă echipă din eșalonul secund, Săgeata Năvodari. În 2011, a fost achiziționat de Pandurii Târgu Jiu, cu care a devenit vicecampion al României în 2013, însă nu a reușit să marcheze nici un gol pentru gorjeni.

### Dnipro Dnipropetrovsk
În 2013, Vlad a fost achiziționat de Dnipro Dnipropetrovsk, din Ucraina. A debutat în Europa League pentru Dnipro în meciul tur cu Kalju Nömme din play-off, scor 3-1, în care a evoluat ca integralist în ambele manșe tur-retur, în care Dnipro a obținut calificarea. În grupele Europa League, Vlad a jucat ca integralist în ambele meciuri contra fostei sale echipe, Pandurii Târgu Jiu, debutantă în cupele europene, în care Dnipro a obținut calificarea în primăvara europeană într-o grupă cu Fiorentina, Pacos de Fereira și Pandurii. La 4 decembrie 2013, Vlad a debutat în Premier Liga în derby-ul contra rivalei Metalist Harkov, meci în care a jucat 8 minute.

## Palmares

### Pandurii
- Liga I (1): vice-campion 2012-2013

### Dniepr
- UEFA Europa League (1): vice-campion 2014–2015